# مسجد الفيلقية
مسجد الفيلقية أو مسجد المفيلقية هو مسجد تاريخي من إحدى مساجد قرية ⁧أشيقر⁩ التراثية بمنطقة الوشم، بني قبل عدة قرون وأعيد ترميمه أكثر من مرة، ويعد من أشهر ثلاثة مساجد في أشيقر (مسجد الشمال، المسجد الجامع، مسجد الفيلقية)، وقد احتضن كثيرًا من الأئمة عبر العصور. وقد وجدت فيه نسخة قديمة للقرآن الكريم، تعود إلى أربعة قرون، واسمه القديم (ألفي لقية) أي ألفي ناقة، ثم حُوّر إلى الفيلقية. والفيلقية مسجد كبير يضم قبابًا وأعمدة، ومنارة مربعة تشي بما وصل إليه أهل المنطقة قديمًا من احترافية في إنشاء المباني الطينية التي كانت سائدة في ذلك الزمن.

## التسمية
يقال أنه اسم مركب من كلمتين ( الفي ) وهو عدد (2000) و(لقيه) هو ما نجده بعد بحث طويل ويكون ثمين القدر.

## أئمة المسجد
بعض أئمة مسجد الفيلقية حسب الأقدمية:
- عبد الرحمن بن محمد اباحسين.
- عبد الرحمن بن عبد اللطيف الموسى.
- محمد بن عبد الرحمن الموسى.
- موسى بن عبد الرحمن الموسى.
- محمد بن حمد بن حسين.

## مصحف الفيلقية
قدر متخصصون عمر مصحف مسجد الفيلقية بأربعة قرون، حيث بقي هذا المصحف صامدا في أوراقه لم تمزقها عاتيات الأيام ولم يهمله أصحابه، ويقول عنه كبار السن في مدينة أشيقر: إنهم كانوا قد شاهدوا أئمة مسجد الفيلقية في تلك المدينة التي كانت منارة من منارات العلم في الجزيرة العربية عبر التاريخ يقرؤون منه في صلاة التراويح والتهجد. وعثر عليه الباحث عبد الله بن بسّام البسيمي قبل 24 سنة (1408هـ) في حاوية وسط مسجد الفيلقية تحتوي على مجموعة كبيرة من المصاحف التي تفلتت صفحاتها وأصبحت دشتا، وسلمه في ذلك الحين إلى دارة الملك عبد العزيز، التي قامت بترميمه وتحسين حالته وتقوية أوراقه.